# P600 (neuroscience)
L'onde positive à 600 ms, ou P600 est en neuroscience un composant de potentiel évoqué, ou un pic d'activité cérébrale électrique mesuré par électroencéphalographie (EEG). P signifie que c'est une onde d'amplitude positive, et 600, qu'elle apparait 600 ms après le début d'une stimulation. Il s'agit d'un composant lié au langage et on pense qu'il est provoqué par l'audition ou la lecture d'erreurs grammaticales et d'autres anomalies syntaxiques. Par conséquent, c'est un sujet d'étude courant dans les expériences neurolinguistiques portant sur le traitement de la phrase dans le cerveau humain.
Le P600 peut être déclenché à la fois dans des expériences visuelles (lecture) et auditives (écoute), et se caractérise par une « déviation positive » avec un début environ 500 millisecondes après le stimulus qui le provoque. Elle atteint souvent son apogée vers 600 millisecondes après la présentation du stimulus (d'où son nom), et dure plusieurs centaines de millisecondes,,. En d'autres termes, dans la forme d'onde EEG, il s'agit d'un grand pic dans le sens positif, qui commence environ 500 millisecondes après que le sujet a vu ou entendu un stimulus. On pense généralement qu'il apparaît principalement sur la zone centro-pariétales (c'est-à-dire sur la partie postérieure du centre du cuir chevelu). En EEG, cependant, cette distribution au niveau du cuir chevelu ne signifie pas que le P600 provient de cette partie du cerveau ; une étude de 2007 utilisant la magnétoencéphalographie suppose que la source du P600 se trouve dans le lobe temporal postérieur, derrière l'aire de Wernicke.
Le P600 a été signalé pour la première fois par Lee Osterhout et Phillip Holcomb en 1992.